# Mariano Seguer
Mariano Seguer Pertusa (Valencia, 1702-Valencia, 15 de febrero de 1759) fue un médico español.

## Biografía
Nacido en Valencia en 1702, comenzó a estudiar filosofía en la universidad de dicha ciudad en 1718. Posteriormente se dedicó a la teología escolástica y, a partir de 1725, al estudio de la medicina; logró el grado de doctor en 1728. Hizo oposición a varias cátedras de la Universidad de Valencia y fue nombrado médico de Manuel de Benavides y Aragón, duque de Santisteban del Puerto. En 1738 se le dispensó la reválida al ser examinado por el tribunal del protomedicato y en 1740 fue admitido en la Regia Sociedad de Medicina de Sevilla.  También perteneció a la Real Academia Médica Matritense. En 1742, tras una nueva oposición, le fue otorgada una cátedra en su ciudad natal que ocupó hasta su muerte, que aconteció en Valencia el 15 de febrero de 1759.
Mantuvo correspondencia con Phillipe Hecquet, quien posiblemente reafirmó su mentalidad iatromecánica, y con Albrecht von Haller. Al igual que otros médicos valencianos de su tiempo, como su alumno Antonio Capdevila y Gili, tuvo disputas con Andrés Piquer, también profesor de la universidad. Desde 1963, una plaza en Beniferri, pedanía de Valencia, lleva su nombre.

## Obra
Escribió las siguientes obras:

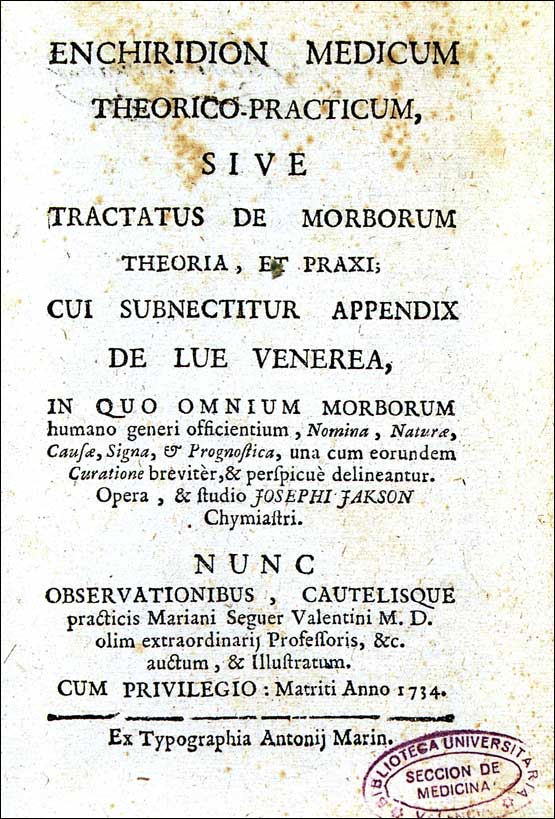
Portada de Enchidirion medicum teorico-practicum sive tractatus de morborum theorica et praxi, cui subnectitur apendix de lue venerea.

- Enchidirion medicum teorico-practicum sive tractatus de morborum theorica et praxi, cui subnectitur apendix de lue venerea (Madrid, por Antonio Marín, 1734). Es una edición con comentarios añadidos de la obra del inglés Joseph Jackson. Fue reimpresa en Holanda en 1737 y en Venecia en 1740.[2]
- Commentarium et canones de medendis morbis epidemicis M. Seguer, medicinae scholae discipuli (Madrid, por Antonio Marín, 1734). Se publicó junto a Monitum ubi de medici officio sub novi aut insoliti morbi ingressu, obra de Phillipe Hecquet.[2]
- Epistola de abusu tinturae kinae Mangeti (Ginebra, por los hermanos Tauznes). Fue publicada por Jean-Jacques Manget en una edición de las obras de Michael Ettmüller.[2]
- Schedula monitoria de jusculo pulli lienteriae specifico (Valencia, por José Esteban Dolz, 1741). Reimpreso en la actas de la Academia de Alemania en 1742.[2]
- Declaratio uberior quoad preparationem pulveris ad jusculum pulli lienteriae specificum pertinentis (Alemania, 1744)[2]
- Dissertatio de medicinae Stahlianae praestantia (Lisboa, 1744). Se publicó unida a la Historiologia medica de Rodrigues de Avreu, médico del rey de Portugal.[2]
- Notitiae medicorum hipanorum veterum et recentiorum ab anno 1672 ab 1747, in quibus non pauci in Bibliotheca Hispana Domini Nicolai Antonii praetermissi recensentur: addita moderata crysi.[2] Iba a reproducirse en la Bibliotheca scriptorum medicorum de Jean-Jacques Manget, pero este murió antes de la publicación. Finalmente apareció en las Bibliothecae de Haller.[1]
- Carta á un erudito y sabio (Valencia, 1746). Contestación a Andrés Piquer por los ataques que había proferido en sus Reflexiones críticas.[2]
- Disertatio de virtute kinae antiepileptica. Trata sobre las propiedades antiepilépticas que le confería a la quina.[2]